# Thierry Van Cleemput
Thierry Van Cleemput, né en 1967 à Binche, est un entraîneur de tennis belge. Il a notamment été l'entraîneur de David Goffin pendant près de 5 ans.

## Biographie
En tant que joueur, Thierry Van Cleemput est classé deuxième série dans les années 1990.
Thierry Van Cleemput commence sa carrière d'entraîneur en 1993. Il commence par s'occuper d'Olivier Rochus dont il est l'entraîneur entre 1996 et 2003.
Au sein de la Fédération royale belge de tennis, il occupe le poste de capitaine-adjoint de l'équipe belge de Coupe Davis auprès de Steven Martens. Après avoir enseigné dans divers clubs belges et notamment au centre de l'Association francophone de tennis de Mons, il renoue avec le coaching en collaborant simultanément avec Steve Darcis et Olivier Rochus entre 2011 et 2012.
Depuis 2014, il est l'entraîneur de David Goffin en remplacement de Reginald Willems,. Ils mettent fin à leur association en janvier 2019. Pendant cette période, Goffin aura remporté 4 titres et atteint la 7e place mondiale.
Dans la foulée, il est aperçu dans le box de la no 1 mondiale Simona Halep pendant l'Open d'Australie. Deux semaines plus tard, il officialise leur collaboration qui débute au tournoi de Doha. Après un essai d'un mois, son engagement n'est pas confirmé par Halep.